# Harry Reischmann
Harry Reischmann (* 15. September 1977 in Neu-Ulm) ist ein deutscher Schlagzeuger.

## Werdegang
Harry Reischmann wuchs in einer Musikerfamilie auf, sein Vater Hans spielt Saxophon, Klarinette und Geige und war über zehn Jahre als Profimusiker europaweit auf Tour, Mutter Sonja spielt Akkordeon, Schwester Petra spielt Klarinette und Saxophon und leitet ihren eigenen Chor und Bruder Andi spielt Bass und Gitarre.
Mit 7 Jahren begann Harry, Klarinette bei seinem Vater zu lernen, und hatte nach kurzer Zeit seine ersten Auftritte mit der Jugendkapelle und der Stadtkapelle Neu-Ulm. Mit 13 begann er Schlagzeug zu spielen und vier Jahre später arbeitete er als Profi-Drummer in der Ulmer Tanzmusikszene und gab privat Schlagzeugunterricht.
Seitdem Zusammenarbeit mit zahlreichen Bands, u. a. Bonfire, Gregorian, City Swingtett, Ligeia, Sweet Brassil, Big Band Ulm, Musical Nonsense, Metropolis, Mad Mixx, Dorian Opera, Hämatom, Solemnity, King Schlayer, Stormwitch, Justice, Shine On, Skibbe.
Aktuell ist er Drummer bei Axeperience, Ez Livin und Rock The Big Band.

## Diskografie

### Soloalben
- 2006: Live in Concert 2006 (DVD)
- 2009: Christmas Drums – Play Along für Schlagzeug Level 1 (ohne Label)

### Weitere Veröffentlichungen
- 2015 Frank Pané: Six String Tales (Borila Rekords)
- 2015 Bonfire: Glörious (Borila Rekords)
- 2015 Skibbe: Factory of Confusion
- 2014 Ez Livin: Firestorm (Sony Music)
- 2013 Gregorian: Epic Chants – Live 2013 DVD (Sony Music)
- 2013 Rock The Big Band: Rock the Big Band (Universal)
- 2013 Bonfire: Schanzerherz (Sony Music)
- 2012 Gregorian: Live in Zagreb DVD (Sony Music)
- 2012 Bonfire: ERC  Ingolstadt – Treueband (Sony Music)
- 2012 Klaus-Peter Schweizer: Ich vermiss dich
- 2012 Skibbe: Skibbe III
- 2012 Solemnity: Circle of Power (Solemnity Music)
- 2012 Fleischmann & Band: Da passt ja gar nix z’samm…
- 2011 Gregorian: Live in Europe (DVD – The Dark Side of the Chant Tour 2011) (Sony Music)
- 2011 Skibbe: Live und in Farbe
- 2011 Donaumusikanten:  Best of… …20 Years
- 2011 Dorian Opera: Crusade 1212 (Solemnity Music)
- 2010 nOreD: Being, Not Seeming
- 2010 Donaumusikanten: Today Is Such a Happy Day
- 2009 Solemnity: … Other Bands Play… Solemnity Slay!!! (Solemnity Music)
- 2008 Warthy: Triumph of Fantasy
- 2007 Dorian Opera: No Secrets (Mals)
- 2007 Solemnity: Lords of the Damned (Solemnity Music)
- 2005 Mad Mixx: Live Vol.2
- 2003 Cake Planet: The Cult of the White Cow
- 1994 Die Originale Fidele 13: 13-mal Blasmusik